# Riviera del Beigua

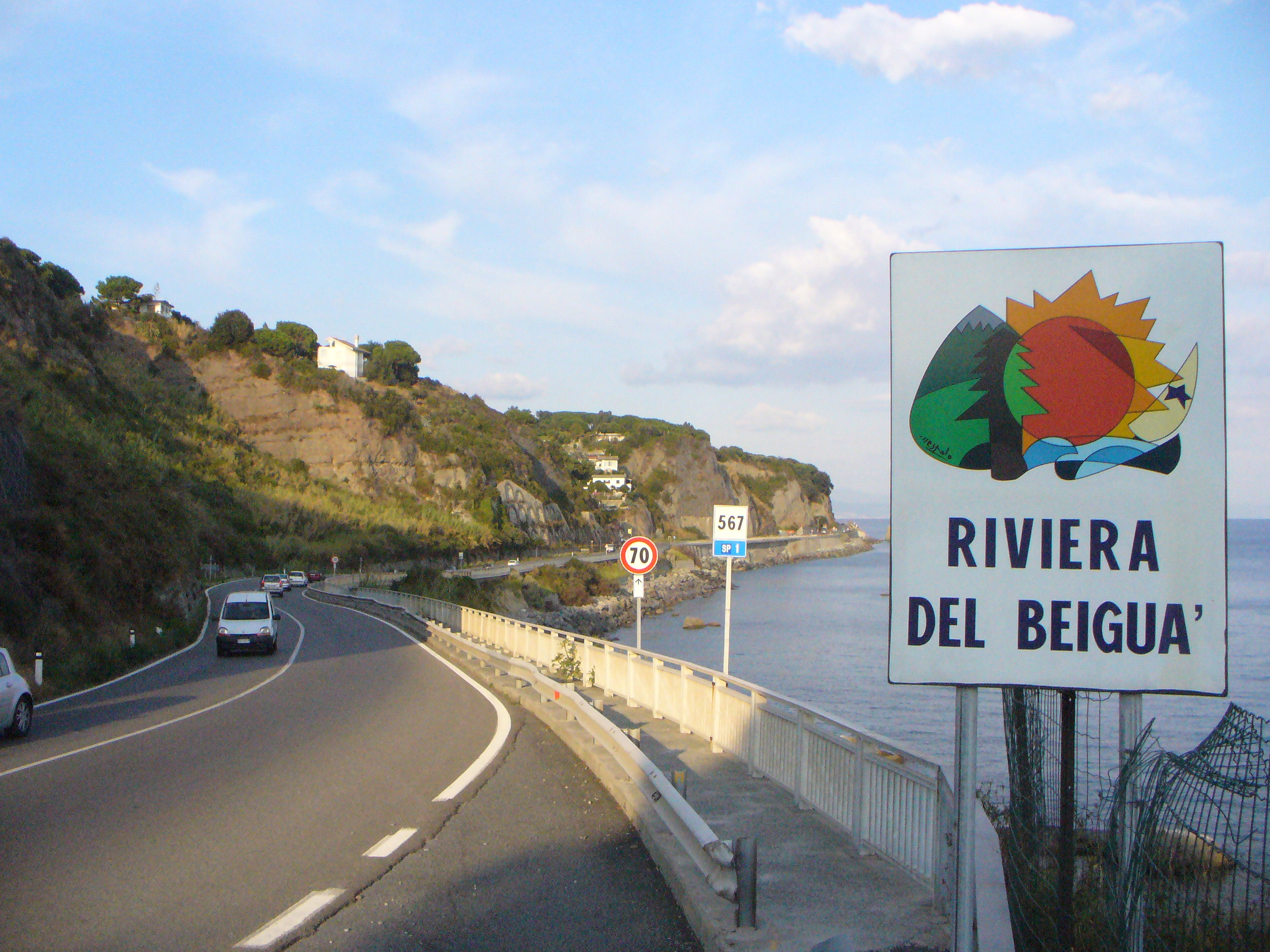
la Riviera del Beigua all'altezza di Albisola Superiore

Il comprensorio "Riviera del Beigua" è una porzione del territorio della Riviera Ligure di ponente.
Collocato tra le Provincie di Genova e di Savona, ha un'estensione approssimativa di 135 km² e circa 55 000 abitanti.
La Riviera del Beigua coinvolge i Comuni di Arenzano, Cogoleto, Varazze, Celle Ligure, Albisola Superiore e Albissola Marina.
Il comprensorio è così chiamato per la presenza, a soli 6 km dal mare, del monte Beigua (1287 m).
Come obiettivi, i comuni interessati, si impegnano nel miglioramento e la valorizzazione di Sistemi di Gestione Ambientale quali: dichiarazione ambientale EMAS II, programmi ed obiettivi di miglioramento ambientale, certificazioni ecc.